# Wii-Fernbedienung

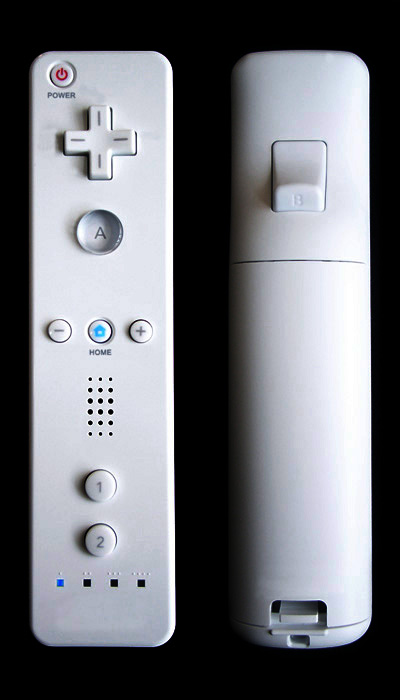
Wii Remote, Vorder- und Rückseite

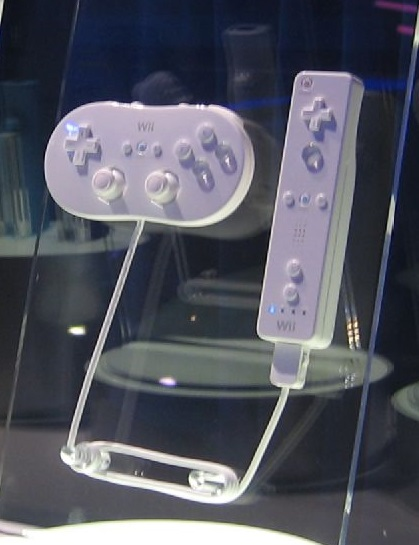
Wii Remote mit Wii Classic Controller

Die Wii-Fernbedienung (offizielle Bezeichnung: Wii Remote oder verkürzt Wiimote [wi:ɪ’məʊt], von „remote control“ für „Fernbedienung“) ist der primäre Gamecontroller für die im Jahr 2006 veröffentlichte Spielkonsole Wii. Sie ist auch mit der 2012 veröffentlichten Wii U kompatibel. Sie stellt einen großen Unterschied zwischen der Wii-Konsole und den Systemen der Marktkonkurrenten (PlayStation 3 und Xbox 360) dar: Während deren Konsolensysteme mit klassischen Controllern ausgerüstet und auf konventionelle Spiele ausgelegt sind, soll die Wii Remote Spiele ermöglichen, die mit Schwerpunkt über Armbewegungen im freien Raum bedient werden können und damit eine intuitivere Steuerung realisieren. Mit der Wii Motion Plus erschien 2009 eine überarbeitete Ausführung der Wii-Fernbedienung.

## Steuerelemente
Mithilfe zweier Referenzpunkte in der Sensorleiste, welche unter- oder oberhalb des Fernsehbildschirms platziert wird, und einer Infrarotkamera an der Vorderseite der Wiimote, welche bis zu vier Infrarotquellen erfasst, kann die zum TV relative Position und Lage des Controllers bestimmt werden. Dadurch ist es möglich, Spielobjekte auf dem Bildschirm direkt anzuvisieren. Die Präzision ist vergleichbar mit der eines Mauszeigers grafischer Benutzeroberflächen.
Zusätzlich enthält der Controller einen Beschleunigungssensor, mit dem Bewegungen und Drehungen des Controllers erfasst und direkt für die Spielsteuerung genutzt werden können. Das Spiel „Wii Sports: Tennis“, mit dem die Technik demonstriert wurde, erlaubt so beispielsweise Überkopfaufschläge, Vorhand, Rückhand, Topspin usw., indem der Spieler die Bewegungen so vollführt, als hätte er einen Tennisschläger in der Hand. Bei anderen Spielen wie Red Steel etwa schwingt der Spieler den Controller wie ein Schwert, um die Spielfigur eine vergleichbare Aktion ausführen zu lassen.
Weitere Elemente sind:
- zwei große Tasten: „A“ vorne auf der Oberseite und die abzug-förmige „B“-Taste auf der Unterseite;
- ein Digitalsteuerkreuz oberhalb von „A“;
- zwei Tasten „1“ und „2“ am unteren Ende der Fernbedienung;
- drei kleine Tasten nebeneinander in der Mitte: „−“ (Minus), „Home“ und „+“ (Plus).

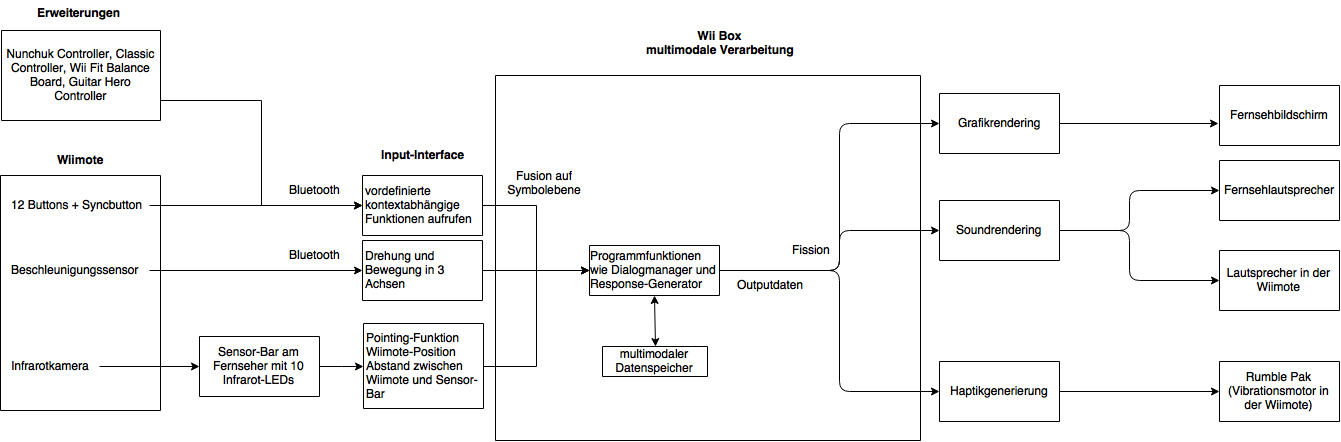
Modell der Wii als multimodales Mediensystem

## Sonstiges
Ursprünglich wurde die Wii-Fernbedienung für den Nintendo GameCube entwickelt, da dieser sich gegenüber der
Konkurrenz nicht sonderlich gut verkaufte.
Aus diesem Grund plante Nintendo ein Hardware-Add-On in einer fernbedienungsähnlichen Form.
Tatsächlich gab es schon damals einen Entwurf, der eine 1:1 Kopie der Wii-Fernbedienung sein könnte.
Eine horizontal gehaltene Wii-FB kann, wenn es das Spiel vorsieht, als Gamepad verwendet werden.
Die Kommunikation mit der Konsole erfolgt kabellos via Bluetooth. Der maximale Abstand beträgt 10 Meter. Falls die Wii-FB zum Zielen auf den Bildschirm genutzt wird (Menünavigation oder beim Spielen), verringert sich die Distanz auf 5 Meter.
Für zusätzliche, mechanische Rückmeldung an den Spieler (Rumble) kann die Wii-Fernbedienung Vibrationseffekte erzeugen.
Weiterhin verfügt die Wii-FB über einen eingebauten Lautsprecher.
Ein interner Speicher ermöglicht das Speichern von Benutzerprofilen, zum Beispiel um die Sensibilität oder die Umkehrung der Y-Achse festzulegen. Zusätzlich können selbst erstellte Spielavatare (sogenannte Mii) gespeichert werden, um beispielsweise den Tennisspieler von zuhause zu Freunden mitzunehmen und mit ihm dort spielen zu können.

## Erweiterungen

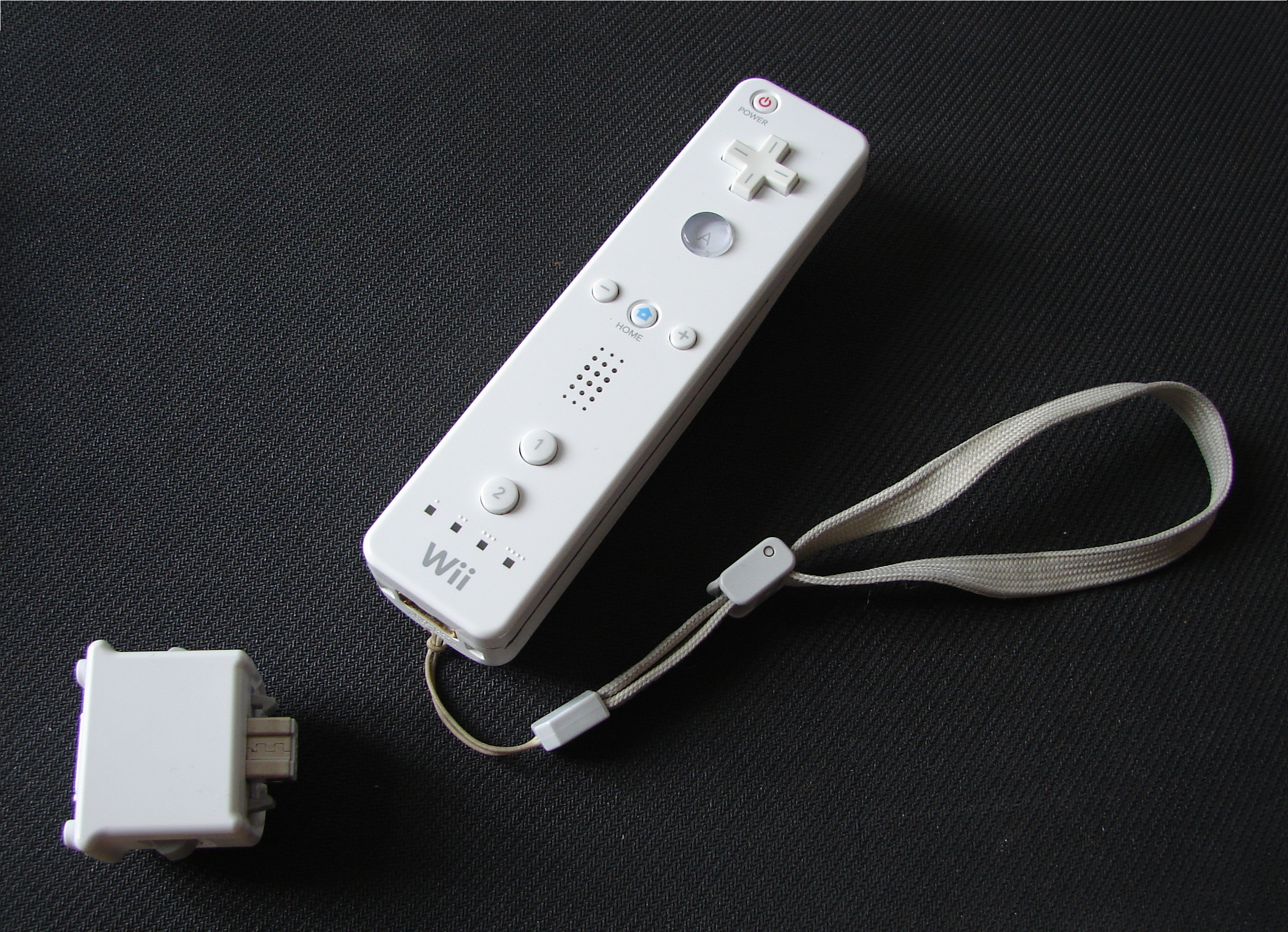
Wii Remote mit MotionPlus-Erweiterung

Dieses Symbol weist bei Spielen auf eine Wii-Motion-Plus-Kompatibilität hin.

Der Controller kann über einen Steckkontakt an der Unterseite erweitert werden. Mit der zweiten (zunächst freien) Hand kann der Spieler zusätzliche Steuerungselemente bedienen.
Derzeit verfügbar sind:
- Nunchuk-Controller: ein Analog-Stick mit eigenem Bewegungssensor
- Wii Classic Controller, ein reguläres Gamepad
- Wii Classic Controller Pro, ein Upgrade des Wii Classic Controller mit zusätzlichen Griffen für eine bessere Haptik
- Gitarre für die Guitar-Hero-Serie
- Wii MotionPlus, ein Steckaufsatz, der die Bewegungs- und Lagebestimmung der Fernbedienung verfeinert.

Vitality Sensor
Der Vitality Sensor war ein Pulsmessgerät, das die körperliche Lage analysieren sollte. So hätte bspw. der Schwierigkeitsgrad des Spieles direkt von der Konsole berechnet werden und auch an die körperliche Verfassung angeglichen werden können.
2013 jedoch gab Satoru Iwata auf einer Aktionärskonferenz bekannt, dass man das Projekt Vitality Sensor abgebrochen habe, da das Gerät nur bei 90 von 100 Menschen korrekt funktioniert habe. Ist die Technik jedoch eines Tages so weit, dass der Sensor bei 999 von 1000 Menschen korrekt funktioniert, sei man einer Wiederaufnahme des Projekts nicht abgeneigt.

### Wii MotionPlus
Wii MotionPlus wurde seit Mitte 2009 zusammen mit verschiedenen Spielen ausgeliefert, unter anderem mit dem Spiel Wii Sports Resort, kann aber auch separat erworben werden. Dabei handelt es sich um einen kleinen Stecker mit eingebautem Gyroskop, der unten an der Wiimote angeschlossen wird. An dem Zusatz ist ebenfalls eine Anschlussbuchse vorhanden, sodass noch weitere Zusatzgeräte, wie z. B. der Nunchuk, angeschlossen werden können.
Durch MotionPlus wird es möglich, die Bewegung und Position der Wiimote noch besser zu bestimmen und auch kleinste Bewegungen exakt zu erfassen. Das funktioniert aber nur mit Spielen, die Wii MotionPlus unterstützen, ältere Spiele profitieren von der Erweiterung nicht.
Seit dem 5. November 2010 wird in Deutschland die Wii Remote Plus verkauft, eine überarbeitete Version der ursprünglichen Wiimote, in welcher die verbesserte Bewegungserkennung von Wii MotionPlus bereits integriert ist.

### Nunchuk

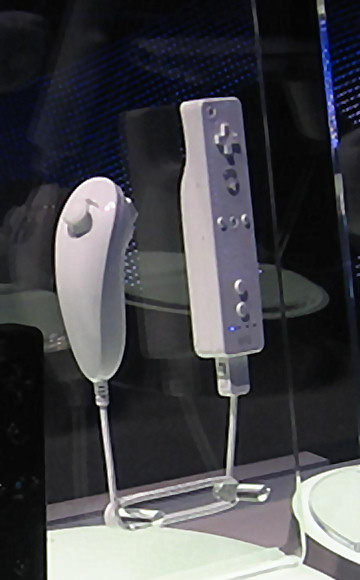
Wii Remote mit Nunchuk-Erweiterung

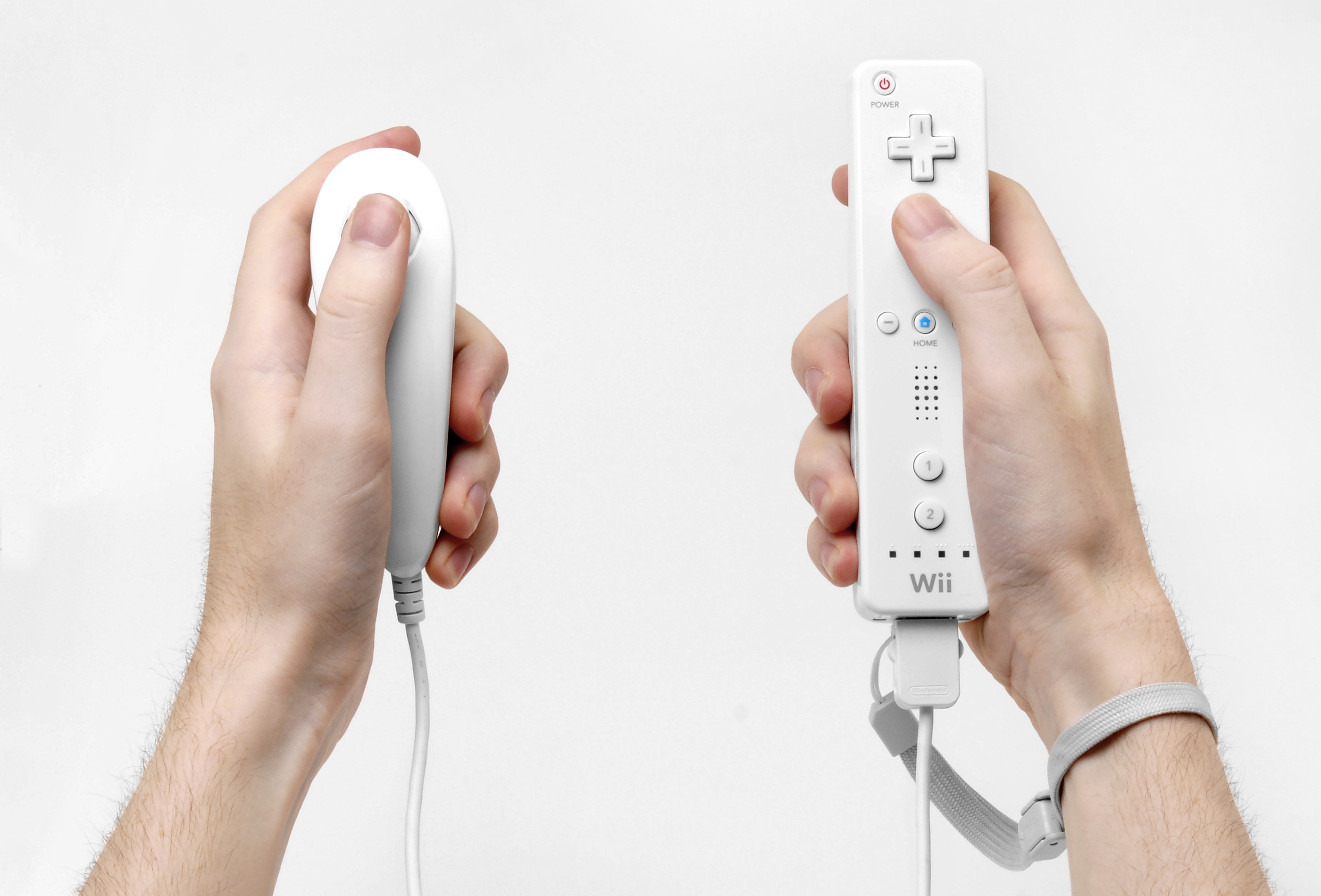
Haltung der Wii-Fernbedienung mit Nunchuk

Dieses Symbol weist bei Spielen auf eine Nunchuk-Kompatibilität hin.

Beim Nunchuk handelt es sich um eine Erweiterung der Wii Remote. Er verfügt über einen Analog-Stick, zwei mit C und Z beschrifteten Tasten und Beschleunigungs-Sensoren, welche Bewegungen des Nunchuks registrieren und für die Konsole umsetzen. Standardmäßig wird mit jeder Wii-Konsole ein Nunchuk-Controller mitgeliefert. Der Name „Nunchuk“ basiert auf der ostasiatischen Schlagwaffe Nunchaku.

## Andere Verwendungen
Johnny Chung Lee zeigte im Februar 2008 auf der TED eine weitere Möglichkeit, den Controller zu verwenden. Er verwendet eine Wiimote, um mit Hilfe der Infrarotlicht-Kamera Positionen zu bestimmen. Bei der Wii ist die Infrarot-Lichtquelle fest installiert und die Wiimote (die IR-Kamera) wird bewegt. Johnny Chung Lee dreht nun die Funktionen um – die Kamera ist fix, und die IR-Lichtquelle bewegt sich. Wird auf eine plane Fläche ein Bild mit Hilfe eines Beamers projiziert, kann mit einem Infrarotstift die Position des Stifts ermittelt werden. Dieser fungiert nun als Mauszeiger. Somit lässt sich leicht ein kostengünstiger Ersatz für ein Interaktives Whiteboard erstellen. Mit zwei Infrarotquellen kann die Position im dreidimensionalen Raum ermittelt werden. Mit zwei Infrarot-LEDs können Positionen im dreidimensionalen Raum an den Computer übergeben werden, was Johnny Chung Lee als „Head Tracking“ bezeichnet.
Zwei Studenten erstellten im Oktober 2007 eine Treiber-Software, die es ermöglicht, die Wiimote mit einem Symbian OS Smartphone per Bluetooth zu verbinden. Dies ist normalerweise nicht möglich, da die Wiimote durch ihren Aufbau ein spezielles HID-Protokoll für Gamecontroller benötigt. Die Treiber-Software „legt“ die Knöpfe und Sensordaten der Wiimote auf ähnliche Tasten am Smartphone, so dass dieses mit der Wiimote vollständig ferngesteuert werden kann. Auch die LEDs sowie die Vibrationseinheit der Wiimote können vom Smartphone aus angesprochen werden. Der integrierte Lautsprecher sowie die Infrarotkamera werden nicht unterstützt. Weiter werden die Daten der Wiimote an einer internen Programmschnittstelle im Smartphone angeboten und können so von anderen Softwareentwicklern verwendet werden. Das Projekt zeigt, dass die Grenzen zwischen den Technologien immer mehr verschwimmen und ein Smartphone (in begrenztem Ausmaß) die Wii-Konsole ersetzen kann. Es wurde auf der Symbian Smartphone Show London 2007 sowie am FMK Forum Mobilkommunikation 2007 mit einem Demospiel gezeigt, welches den Beschleunigungssensor der Wiimote verwendet.
Es gibt mehrere Programme und Treiber, mit denen die Signale der Wiimote auf den PC übertragen werden können.
Die Erweiterungen der Wiimote (sowie der interne IR-Sensor) basieren auf dem I²C-Bus. Somit ist es möglich, beispielsweise den Classic Controller, den Nunchuk oder die Wii Motion Plus mit I²C-kompatibler Hardware wie dem Arduino-Board anzusteuern.
Über entsprechende Adapter ist es auch möglich, den Nunchuk oder den Classic Controller an älteren Nintendo-Konsolen (z. B. des SNES und des NES) zu betreiben.
Auf der Deutschen Einzel-Meisterschaft 2009 des Judo wurde die Wiimote zur Unterstützung der Kampfrichter getestet. Allerdings wurde diese Methode zu bewerten als ungenau betrachtet und als „einmaliger Versuch“ kommentiert.

## Zubehör

### Hülle und Farben

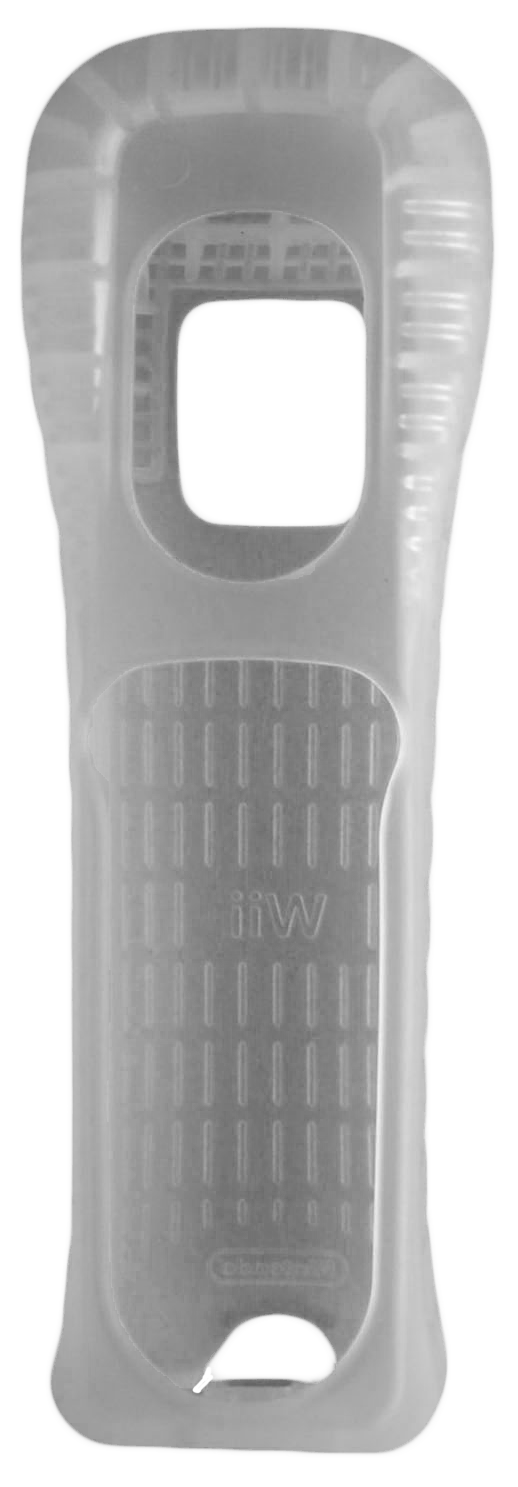
Die offizielle Standard-Fernbedienungshülle

Die Wii-Fernbedienung lässt sich immer mit Hülle und Handgelenksschlaufe erwerben.
Sie ist in verschiedenen Varianten erhältlich:
- schwarz
- weiß
- blau
- rot
- gold (in der Limited Edition von The Legend Of Zelda: Skyward Sword enthalten)
- rot (im Mario-Design)
- grün (im Luigi-Design)
- hellgrün (im Yoshi-Design)
- rosa (im Peach-Design)
- orange (im Bowser-Design)
- weiß (im Toad-Design)

### Ladestation
Die Wii-Fernbedienung wird gewöhnlich mit 2 Mignon-Batterien ausgeliefert. 
Es gibt von Nintendo und Drittanbietern aber auch Sets mit Ladestation und Akkumulatoren.